# 赫尔穆特·克内泽尔

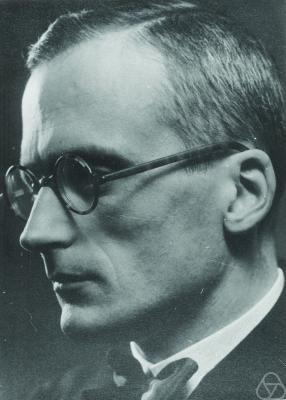
赫尔穆特·克内泽尔

赫爾穆特·克內澤爾（Hellmuth Kneser，1898年4月16日—1973年8月23日），德國數學家，在群論和拓撲學貢獻良多。最著名的結果是證明三維流形的素分解存在，同時造就了normal surface這個概念。
他曾研究{\displaystyle f(f(x))=e^{x}}的解。
1958年至1959年，他是上沃爾法赫數學研究所的所長。其父親阿道夫·克內澤爾和兒子馬丁·克內澤爾都是數學家。